# Liên minh 90/Đảng Xanh
Liên minh 90/Đảng Xanh (tên tắt: Đảng Xanh) là một đảng phái chính trị Đức. Nội dung hoạt động chủ yếu là chính trị bảo vệ môi trường sinh thái. Những vấn đề chính của chính trị Đảng Xanh là bảo dưỡng sinh thái, bền vững kinh tế, và trách nhiệm xã hội.

## Quá trình
Từ Tây Đức và Tây Berlin đảng Xanh được thành lập vào ngày 12/13. tháng giêng 1980 tại Karlsruhe, bắt nguồn từ phong trào chống nhà máy điện hạt nhân và phong trào bảo vệ môi trường cũng như những phong trào Xã hội và Cánh tả mới từ thập niên 1970. Đảng Xanh được vào Quốc hội liên bang Đức lần đầu tiên vào năm 1983 và từ 1985 cho tới 1987 họ đã tham dự vào chính quyền tại bang Hessen với Joschka Fischer lần đầu tiên một bộ trưởng tiểu bang. Sau khi nước Đức thống nhất, đảng Xanh không được lọt vào Quốc hội Đức trong cuộc bầu cử năm 1990 vì không đạt được 5% số phiếu người đi bầu.
Bên Đông Đức thì các thành viên kỳ cựu phát xuất từ phong trào công dân đối lập. Trong thời kỳ Cách mạng hòa bình vào mùa thu 1989 tại Đông Đức (Wende und friedliche Revolution in der DDR) các nhóm tranh đấu như nhóm tranh đấu cho Hòa bình và Nhân quyền (Initiative Frieden und Menschenrechte), nhóm Dân chủ ngay bây giờ (Demokratie Jetzt) cũng như nhiều phần của nhóm Diễn đàn Mới (Neues Forum) kết hợp lại thành Liên minh 90 (Bündnis 90). Sau khi nước Đức thống nhất Liên minh 90 đã đoạt được ghế trong quốc hội Đức năm 1990. Sau khi Đảng Xanh tại Đông Đức đã nhập vào Đảng Xanh ngay sau cuộc bầu cử quốc hội Đức 1990, năm 1993 Bündnis 90 và Đảng Xanh nhập thành Liên minh 90/Đảng Xanh.
Vào năm 1994 thì Liên minh 90/Đảng Xanh lại đoạt được ghế trong quốc hội, từ 1998 cho đến 2005 lần đầu tiên họ tham dự vào chính phủ liên bang Đức trong khối Đỏ-Xanh. Vào cuộc bầu cử quốc hội năm 2009 Liên minh 90/Đảng Xanh đạt 10,7% số phiếu, kết quả cao nhất trong lịch sử đảng này. Ở Baden-Württemberg từ tháng 5 năm 2011 với ông Winfried Kretschmann lần đầu tiên có một bang trưởng thuộc Liên minh 90/Đảng Xanh, người đứng đầu một nội các Xanh-Đỏ. Ngoài ra đảng này còn tham dự vào chính quyền tại bang Bremen, Niedersachsen, Nordrhein-Westfalen, Rheinland-Pfalz, và Schleswig-Holstein.